# Velká Čína

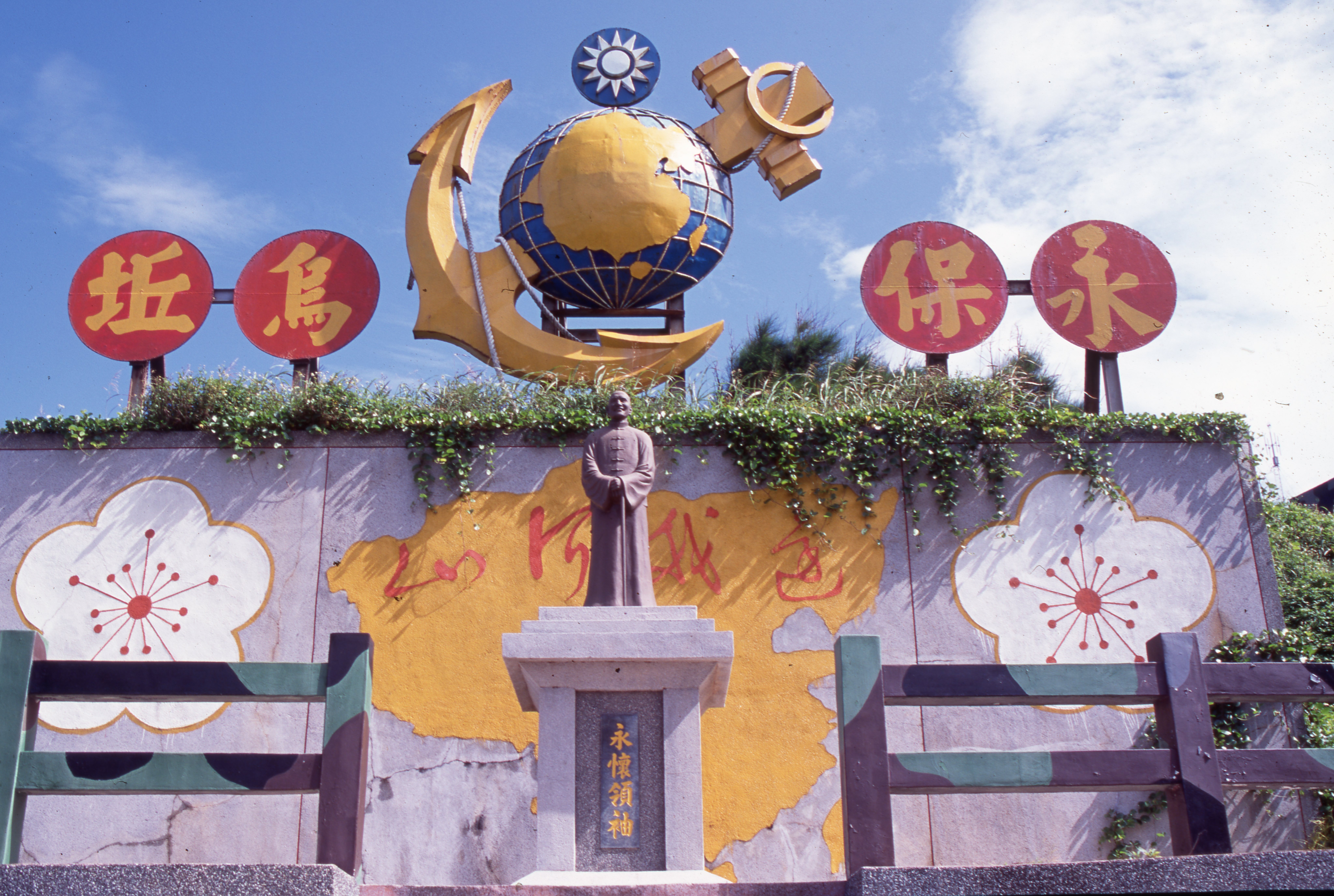
Zobrazení zemí na památníku Chiang Kai-shek ve Wuqiu

Velká Čína (čínsky pchin-jinem Dà Zhōnghuá, znaky zjednodušené 大中华, tradiční 大中華) je neformální termín používaný k označení geografické oblasti, ve které dominují Chanové (etniční Číňané) sdílející obchodní a kulturní vazby, například čínskojazyčnou televizi, film a hudbu. Jasné vymezení oblasti není jednoznačné, Termín navrhl americký geograf George Cressey v roce 1930.
Termín může mít různé významy:
- Ve 30. a 40. letech 20. století se jím označovalo území bývalé čchingské říše, zahrnující kromě vlastní Číny i Mongolsko, Vnitřní Mongolsko, Mandžusko, Tibet a Východní Turkestán.
- Od 70. let 20. století zpravidla zahrnuje ČLR (včetně Macaa a Hongkongu) a Tchaj-wan.
- V širším smyslu se k Velké Číně kromě ČLR a Tchaj-wanu počítá i Singapur, případně Malajsie, kvůli množství tam žijících Číňanů. Někdy i zámořští Číňané v diasporách po celém světě.

Termín používá mnoho nadnárodních společností k označení oddělení nebo pobočky, například divizí Apple Apple se sídlem v Šanghaji.